# 上杉憲盛
上杉憲盛（1530年—1575年5月8日）日本戰國時代的武將、戰國大名。武藏國深谷上杉家當主。父親是上杉憲賢。通稱三郎。

## 生平
在享祿3年（1530年）出生，家中嫡男。在父親憲賢與成田長泰結盟之際，迎姪兒太田資時的女兒（資時死後，資時的弟弟資正繼承太田氏，因此與母親一同返回實家）為正室。後北條氏在河越夜戰中擊破扇谷上杉家，因此於武藏國擴大勢力，而憲盛亦在此時陷入困境。
山內上杉家的上杉憲政被逼逃往上野國後，作為關東管領的上杉氏權威亦隨之衰退。周圍的勢力都投向北條氏之下，而此時雖然依靠岡谷清英、秋元景朝等重臣的活躍而守備深谷城，不過最終憲賢父子亦決定向北條氏降伏。永祿3年（1560年），在父親憲賢死去後，繼承家督。
在父親憲賢臨終之際，由良成繁乘機率3百騎侵入深谷家領內，此時因為情況緊急，於是召集不足1百2十騎迎擊，不過敗退，在繼承家督後，失去北面部份領土。
此後，繼承山內上杉氏家督的上杉政虎（謙信）率大軍侵攻關東地方後，因為同族之誼而投向政虎軍，不過在北條氏回復勢力後，於永祿6年（1563年）再度降於北條氏。此時，成田氏長（長泰的兒子）受謙信之命，攻撃憲盛的深谷城。後來氏長向北條氏降伏後，憲盛把女兒嫁予氏長的弟弟長忠，雙方和解。
不過，因為永祿12年（1569年）的越相同盟締結的關係，深谷城被歸入上杉氏勢力之下，於是從屬於謙信。同年，受防備武田氏侵攻的北條氏邦請求援兵，此時到底有沒有實際派遣援軍的情況不明。後來，在同盟破滅後，亦沒有復歸北條氏，因此被北條氏、與上杉氏對立的甲斐武田氏侵攻深谷，對此進行防戰。在天正3年3月28日（1575年5月8日）死去。死前仍然以上杉氏配下的身份行動，深谷上杉家歸屬於北條方的時期是在憲盛死後，親北條的氏憲繼承家督後，改變外交路線。

## 子孫
嫡男氏憲的兒子憲俊在元和3年（1617年）仕於播磨平福藩的池田氏。二男深谷吉次的子孫成為旗本。亦有在江戶時代後期，擔任大目付、勘定奉行等的深谷盛房等。
天正元年（1573年）期間，在與上杉輝虎會合後，曾被輝虎請求，迎憲盛的次男為養子（『深谷記』），不過因為沒有其他史料記載，因此可信性成疑。

## 外部連結
- 武家家伝＿深谷氏 （页面存档备份，存于）